# جنية والتون
جينيا والتون (بالإنجليزية: Genneya Walton)‏ ممثلة أمريكية من مواليد 22 فبراير 1999. بدأت حياتها المهنية كراقصة في سن السابعة.

## روابط خارجية
- جنية والتون على موقع IMDb (الإنجليزية)
- جنية والتون على موقع روتن توميتوز (الإنجليزية)
- جنية والتون على موقع ألو سيني (الفرنسية)
- جنية والتون على موقع قاعدة بيانات الفيلم (الإنجليزية)
- جنية والتون على موقع كينوبويسك (الروسية)